# Cryptus kashmirensis
Cryptus kashmirensis är en stekelart som först beskrevs av Jonathan 2000.  Cryptus kashmirensis ingår i släktet Cryptus och familjen brokparasitsteklar. Inga underarter finns listade i Catalogue of Life.